# Pterygiella nigrescens
Pterygiella nigrescens är en snyltrotsväxtart som beskrevs av Daniel Oliver. Pterygiella nigrescens ingår i släktet Pterygiella och familjen snyltrotsväxter. Inga underarter finns listade i Catalogue of Life.